# Cinnyris ludovicensis
Beija-flor-das-montanhas, nectarínia-das-montanhas ou Beija-flor-de-colarinho-duplo (Cinnyris ludovicensis), por vezes colocado no género Nectarinia, é um pequeno pássaro que nidifica na floresta de montanha acima dos 1800m na região ocidental de Angola.
É endémico de Angola.
O seu voo é rápido e directo. Vive principalmente do néctar das flores, mas também se alimenta de algumas frutas, especialmente quando alimenta os jovens com insectos e aranhas. Pode absorver o néctar pairando como um beija-flor, mas geralmente, poisa quando se alimenta.